# Rainer Stephany
Rainer Stephany (* 27. November 1962) ist ein ehemaliger deutscher Fußballspieler.

## Karriere
Stephany spielte bereits mehrere Jahre bei Bayer 05 Uerdingen in deren Amateurmannschaft in der Verbandsliga Niederrhein, als er in der Saison 1985/86 zu seinem Debüt in der Bundesliga kam. In der Partie des 33. Spieltags, am 22. April 1986, gegen Borussia Mönchengladbach im Bökelbergstadion wurde er in der 71. Spielminute für Klaus Basten eingewechselt. Zwei Minuten nach seiner Einwechslung erzielte Lárus Guðmundsson die 2:0-Führung für das Team von Trainer Karlheinz Feldkamp und der Gastgeber konnte lediglich noch in der 84. Minute durch Uwe Rahn auf 1:2 verkürzen. Das Spiel wurde 2:1 gewonnen und Bayer beendete die Saison mit Platz drei in der Liga.
Das Spiel in Mönchengladbach blieb der einzige Einsatz von Stephany im Profifußball.